# 普羅米修斯環球媒體
普羅米修斯環球媒體（英語：Prometheus Global Media） 前身為e5環球媒體（英語：e5 Global Media），是一家位於美國紐約市的娛樂出版公司。這家公司是由尼爾森商業媒體售出的娛樂與媒體部門，在2009年12月所成立的。